# 블루 웨일 브라더스
블루 웨일 브라더스(블루 웨일 브로스, Blue Whale Bros(BWB), Blue Whale Brothers)는 Poppin J, Crazy Kyo로 구성된 대한민국의 팝핀 댄스 그룹이다. 2012년 7월 27일 방영된 TvN의 코리아 갓 탤런트 시즌 2에서 우승하였다.

## 바이오그래피

### 활동
- 2012 TvN 코리아 갓 탤런트 시즌 2 우승[1]
- 2012 TvN 코리아 갓 탤런트 시즌 2 출연[2]
- '2012 France Juste Debout' "Winner"[3]